# Zaghawa
Els zaghawa són una ètnia sahariana-saheliana que habita al Txad i Sudan. Se'ls esmenta a les fonts àrabs a l'edat mitjana. Al-Yaqubí (mort el 872/873), al-Muhal·labí (mort el 990) i al-Idrissí (mort el 1154) els citen; una part eren amazigòfons (els sadrata) i semisedentaris; la monarquia zaghawa era de dret diví i pagana encara que superficialment islamitzada i estenia la seva influència pel Waddai i el Kanem. La capital era al Borku (Borkou); formaven quatre pobles separats (teda, daza, bideyat i zaghawa propis) dels que més tard van sortir els tubus; l'historiador Ishak ibn Husayn diu que tenien una ciutat a la regió de Bahr al-Ghazal; esmenta també altres poblacions no localitzades (Manan, Tarazki, Saghwa i Shama); controlaven també Bilma, Kawar i parts de l'Aïr; el seu comerç amb Egipte es feia del Magreb a Núbia per l'oasi de Ouargla a Algèria. El darrer rei zaghawa, Arku ibbn Bulu (vers 1023-1067) que es deia musulmà, va crear colònies d'esclaus a Kawar i a Zayla al Fezzan. Esclaus zaghawa s'esmenten al baix Iraq en temps dels abbàssides.
Avui dia el terme zaghawa designa un grup tribal mixt negre i hamític, parcialment islamitzat, amb llengua pròpia, i emparentat als tubus. Viuen al Txad oriental i al Darfur (Sudan). Se'ls associa al sultanat djadju de Sila. Els djadju o kabdja pretenen ser parents dels zaghawa i haver emigrat a l'est. Al Txad el president Idris Déby és membre d'aquesta ètnia, igual que diversos antics primers ministres i diversos membres dels governs, sent una de les ètnies més influents del Txad. Uns cent mil zaghawa del Sudan en canvi van haver de fugir de les matances i viuen en camps de refugiats al Txad; són considerats africans en oposició a les tribus considerades àrabs del Darfur. Els zaghawa formen un dels corrents del moviment rebel al Darfur mentre l'altre el formen els fur.
La llengua zaghawa és anomenada per ells mateixos com a beria o beri, l'autònim dels zaghawa, i també "a" (paraula zaghawa que vol dir "boca". El 2000 s'ha estès l'ús d'un alfabet per a la llengua zaghawa, que parteix de la revisió d'un alfabet creat als anys 1950 per Adam Tajir.